# دیک بوئر
دیک بوئر (انگلیسی: Dick Boer) (زاده ۱۹۵۷) کارآفرین، بانکدار، اقتصاددان و مدیر ارشد اجرایی هلندی است، که در حال حاضر به‌عنوان مدیر عامل اجرایی شرکت خرده‌فروشی آهولد فعالیت می‌کند.